# Wassili Parmenowitsch Obraszow

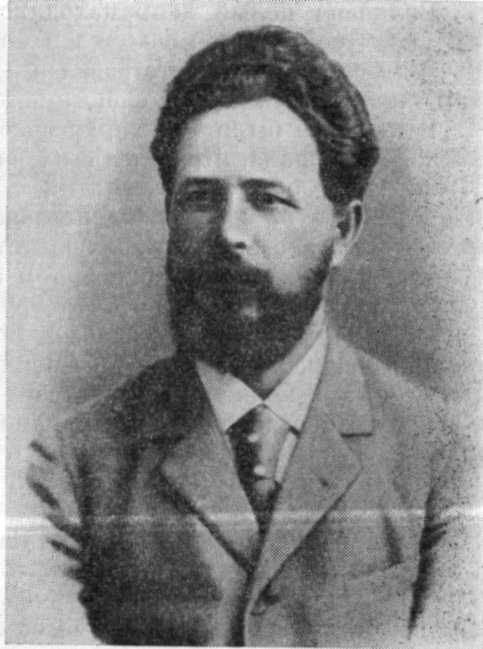
Wassili Parmenowitsch Obraszow

Wassili Parmenowitsch Obraszow (russisch Василий Парменович Образцов; * 1. Januarjul. / 13. Januar 1849greg. in Grjasowez; † 14. Dezember 1920 in Kiew) war ein russisch-ukrainischer Arzt und Internist.

## Leben
Obraszow absolvierte ein geistliches Seminar und begann 1870 das Studium in St. Petersburg an der Militärmedizinischen Akademie, das er 1875 abschloss. Darauf begann er seinen Dienst als Landarzt. 1877 zu Beginn des Russisch-Osmanischen Krieges (1877–1878) wurde er zum Militärarzt in Rumänien ernannt. Er erhielt einen Auslandsurlaub zur Fortbildung, den er hauptsächlich in Berlin verbrachte bei Rudolf Virchow und anderen. 1880 wurde er mit seiner Arbeit über die Morphologie der Blutbildung im Knochenmark von Säugetieren zum Doktor der medizinischen Wissenschaften promoviert. Darauf wurde er Assistenzarzt im Kiewer Militärkrankenhaus.
1884 eröffnete Obraszow eine Privatpraxis. 1886 wurde er im Kiewer Alexander-Krankenhaus Assistenzarzt und 1888 Abteilungsleiter.
1891 wurde Obraszow Privatdozent und 1893 Professor der Universität Kiew am Lehrstuhl für klinische Pathologie und Therapie. Außerdem war er 1903–1918 Direktor der Therapeutischen Fakultätsklinik, die später als Krankenhaus Nr. 22 seinen Namen erhielt. Er veröffentlichte wissenschaftliche Arbeiten hauptsächlich zur Diagnostik. 1909 beschrieb er als weltweit Erster das klinische Bild der Thrombose mit seinem Schüler Mykola Straschesko als Mitautor und 1910 das des Herzinfarkts. Auch Max Gubergriz war sein Schüler.
Obraszow war Vorsitzender der Kiewer Physico-Medizinischen Gesellschaft und der Kiewer Ärztegesellschaft und begründete zusammen mit Theophil Janowski die Kiewer Therapeutenschule.
Obraszow wurde auf dem Kiewer Lukjaniwska-Friedhof begraben. 1950 wurde eine Bronze-Büste des Bildhauers Makar Wronski aufgestellt.